# Réserve naturelle de Fjugstad
La réserve naturelle de Fjugstad  est une réserve naturelle norvégienne qui est située dans le municipalité de Horten, dans le comté de Vestfold.

## Description

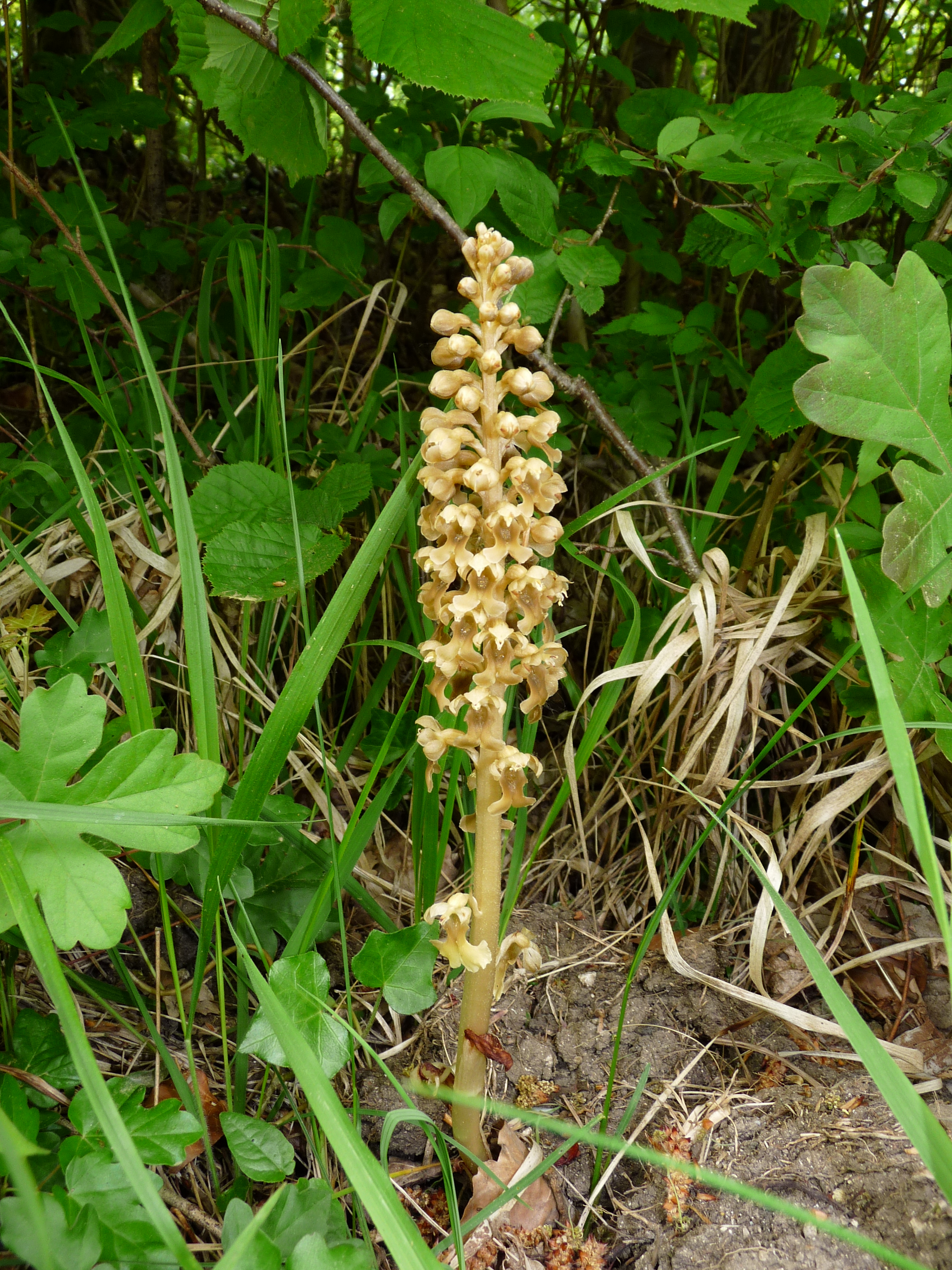
Orchidée nid d'oiseau

La réserve naturelle de 0,267 km2 a été créée en 1980. C'est une zone de forêt de frênes sur la pente vers la mer en contrebas de la ferme de Fjugstad dans la commune de Horten, juste au nord d'Åsgårdstrand.
Cette population inhabituellement importante est le résultat de la gestion et de la foresterie. À partir de 1936, la scierie de Fjugstad gård s'est surtout concentrée sur le frêne , qui possède de très bonnes propriétés de résistance. Certains soins sont nécessaires pour maintenir le caractère unique de la forêt.
Dans le sol de la moraine, il y a beaucoup de sable coquillier qui, avec l'humus des arbres à feuilles caduques, produit un sol limoneux calcaire. Ce sont des conditions favorables pour l' orchidée néottie nid d'oiseau que l'on trouve ici.